# 정관 (법률)
정관(定款)은 법인의 권한, 의무, 책임 등을 정한 규칙을 말한다.

## 대한민국
정관(定款)은 사단법인의 조직을 정한 근본규칙을 말한다. 이것을 기재한 서면을 정관이라 부르는 수도 있다. 재단법인에서도 정관이라 한다. 정관은 반드시 서면으로 하지 않으면 아니 된다. 서면에 기재되지 않은 정관은 정관으로써성립되지 않는다. 정관에는 반드시 법인의 목적·명칭·사무소·자산에 관한 규정, 이사의 임면(任免)에 관한 규정, 사원자격의 득실(得失)에 관한 규정, 존립시기나 해산 사유를 정한 때에는 그 시기 또는 사유를 기재하여 기명날인(記名捺印)하여야 한다. 만약 이러한 사항 중 하나라도 결여되어 있는 경우에는 정관으로서의 효력이 인정되지 않는다(40조). 정관에는 이 이외의 규정을 두어도 된다. 특히 이사의 대표권에 대한 제한은 이를 정관에 기재하지 않으면 효력을 발생하지 않는다(41조). 또 사단법인이란 사람의 단체이기 때문에 정관의 작성은 2명 이상의 합동적인 행위에 의함을 요한다. 사단법인 설립행위의 법률적 성질에 관하여는 학설이 나뉘어 있다. 법률행위이지만 계약도 아니며 또 단독행위도 아니다. 이것을 합동행위(合同行爲)라고 보는 것이 근래의 통설이다. 한국의 다수설도 그러하다. 독일의 다수설은 계약이라고 한다.

### 상법 조문
아래의 조문은 주식회사를 기준으로 한 것이다. 절대적 기재사항의 경우, 합명회사, 합자회사, 주식회사, 유한회사 모두 있으나 기재사항이 회사 유형별로 서로 다르며, 변태설립사항은 주식회사와 유한회사만 있으며 기재사항에 서로 차이점이 있다.
- 제289조(정관의 작성, 절대적 기재사항) ① 발기인은 정관을 작성하여 이에 다음의 사항을 기재하고 각 발기인이 기명날인 또는 서명하여야 한다.

1. 목적
2. 상호
3. 회사가 발행할 주식의 총수
4. 1주의 금액
5. 회사의 설립시에 발행하는 주식의 총수
6. 본점의 소재지
7. 회사가 공고를 하는 방법
8. 발기인의 성명, 주민등록번호 및 주소

- 제290조(변태설립사항) 다음의 사항은 정관에 기재함으로써 그 효력이 있다.

1. 발기인이 받을 특별이익과 이를 받을 자의 성명
2. 현물출자를 하는 자의 성명과 그 목적인 재산의 종류, 수량, 가격과 이에 대하여 부여할 주식의 종류와 수
3. 회사성립후에 양수할 것을 약정한 재산의 종류, 수량, 가격과 그 양도인의 성명
4. 회사가 부담할 설립비용과 발기인이 받을 보수액

- 제292조(정관의 효력발생) 정관은 공증인의 인증을 받음으로써 효력이 생긴다. 다만, 자본금 총액이 10억 원 미만인 회사를 제295조 제1항에 따라 발기설립하는 경우에는 제289조 제1항에 따라 각 발기인이 정관에 기명날인 또는 서명함으로써 효력이 생긴다.

### 판례
- 사단법인의 정관은 이를 작성한 사원뿐만 아니라 그 후에 가입한 사원이나 사단법인의 기관 등도 구속하는 점에 비추어 보면 그 법적 성질은 계약이 아니라 자치법류로 보는 것이 타당하므로, 이는 어디까지나 객관적인 기준에 따라 그 규범적인 의미 내용을 확정하는 법규해석의 방법으로 해석되어야 하는 것이지, 작성자의 주관이나 해석 당시의 사원의 다수결에 의한 방법으로 자의적으로 해석될 수는 없다 할 것이어서, 어느 시점의 사단법인의 사원들이 정관의 규범적인 의미 내용과 다른 해석을 사원총회의 결의라는 방법으로 표명하였다 하더라도 그 결의에 의한 해석은 그 사단법인의 구성원인 사원들이나 법원을 구속하는 효력이 없다.[3]

- 법인해산시 잔여재산의 귀속권리자를 직접 지정하지 아니하고 사원총회나 이사회의 결의에 따라 이를 정하도록 하는 등 간접적으로 그 귀속권리자의 지정방법을 정해놓은 정관규정도 유효하다[4]

## 영미법계
영미에서는 정관의 필요적 기재사항이 매우 간단하여 회사명, 목적, 본점소재지, 이사의 수만을 포함하고 있기 때문에 대한민국에서의 정관에 기재되는 기타 상세한 사항은 회사규칙(혹은 부속정관이라고도 한다. Bylaws)에 기재되는 것이 보통이다. 이는 정관의 시행규정이라고도 할 수 있으며 통상 주주총회나 이사회 결의에 의해 제정된다.